# Milcoveni (okręg Aluta)
Milcoveni – wieś w Rumunii, w okręgu Aluta, w gminie Corbu. W 2011 roku liczyła 500 mieszkańców.